# 弗勒代什蒂鄉 (加拉茨縣)
45°50′10″N 28°05′20″E / 45.83611°N 28.08889°E
弗勒代什蒂鄉（羅馬尼亞語：Comuna Vlădești, Galați），是羅馬尼亞的鄉份，位於該國東部，由加拉茨縣負責管轄，面積61平方公里，海拔高度17米，2007年人口2,096，人口密度每平方公里34人。